# Ptilinopus pulchellus
El tilopo bonito (Ptilinopus pulchellus) es una especie de ave columbiforme de la familia Columbidae endémica Nueva Guinea y algunas islas menores aledañas.
Es común en su área de distribución, por lo que se clasifica como especie bajo preocupación menor por la UICN.

## Descripción

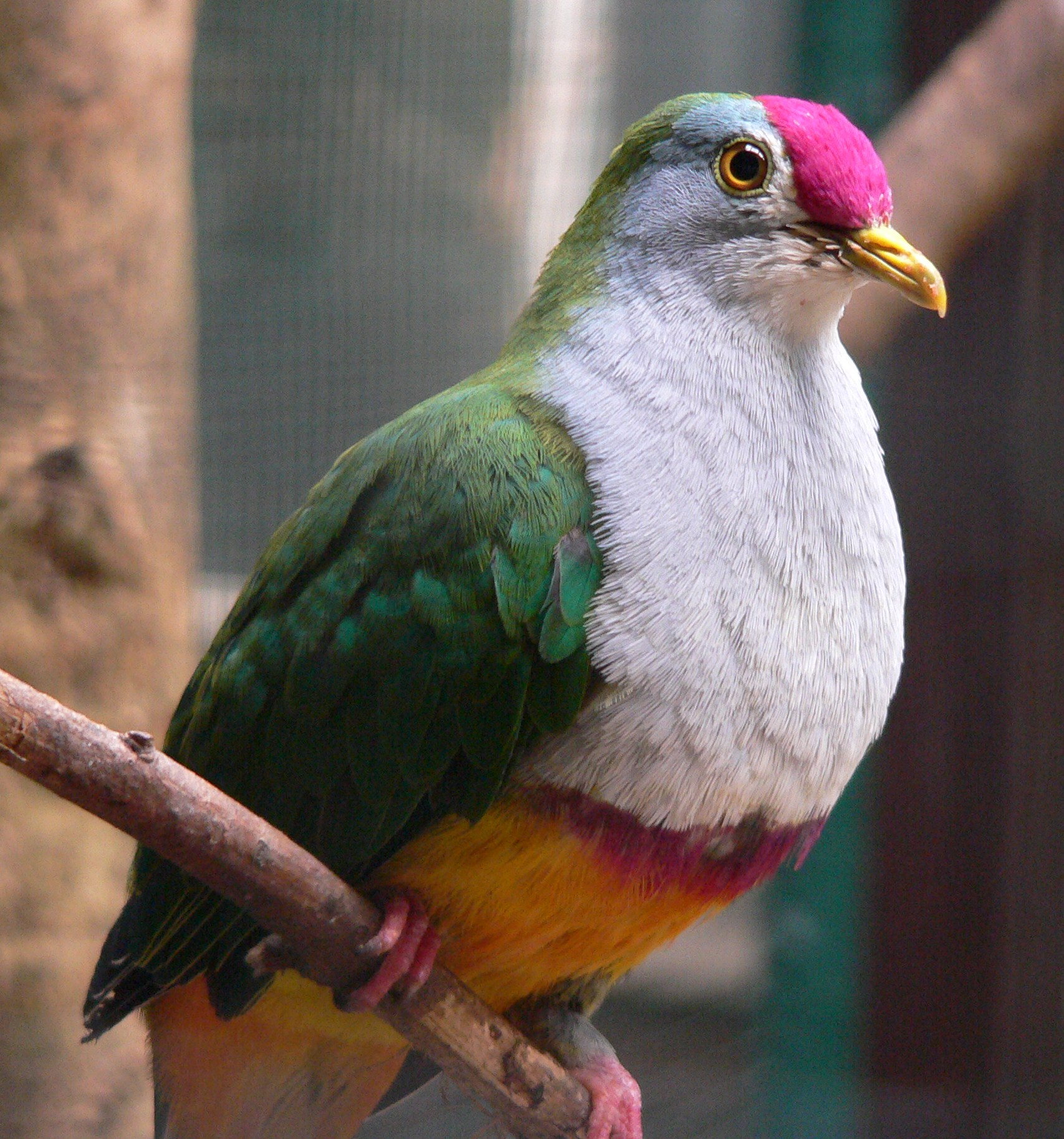
Sus partes superiores son verdes, mientras que su cabeza y partes inferiores presentan un llamativo colorido.

El tilopo bonito es una paloma frugívora pequeña, de aproximadamente 19 cm de longitud, con el plumaje verde en la mayoría de su partes superiores. Su frente y píleo son de color rosa intenso, mientras que su rostro y pecho son de color gris azulado claro, con la garganta blanquecina. Su vientre es de color amarillo anaranjado y presenta una franja morada separando el vientre del pecho. Su pico es amarillo verdoso y sus patas son entre rosadas y violáceas. Ambos sexos tienen un aspecto similar.

## Distribución y hábitat
El tilopo bonito se encuentra en los bosques tropicales de Nueva Guinea y las islas del archipiélago Raja Ampat (Batanta, Waigeo, Salawati y Misool) ubicado al oeste de Nueva Guinea. 

## Comportamiento
Su dieta se componte principalmente de diversos tipos de frutos de los árboles, palmeras y lianas. En el área de Port Moresby en mayo consumen una dieta variada. Consumen los grandes frutos de Tristiropsis canarioides cuando están disponibles, pero son desplazados por de estos frutales por palomas más grandes como la dúcula acollarada (Ducula mullerii). Comen con frecuencia frutos pequeños de varias especies del género Endiandra, pero suponen solo una pequeña proporción del volumen de su alimento. También consumen frutos de Gymnacranthera paniculata y en pequeñas cantidades de Polyalthia sp., las palmeras Livistona, y ocasionalmente de los pimenteros (Piper). A pesar de su pequeño tamaño son capaces de tragar frutos de 5 cm³ de volumen, lo que supone un diámetro de 2 cm en frutos esféricos.
La hembra suele poner un solo huevo blanco.